# Кругляк Пилип Каленикович
Пилип Каленикович Кругляк (24 грудня 1905, Катеринославська губернія, тепер Дніпропетровська область — 4 січня 1970, місто Алушта, Кримська область) — радянський партійний і державний діяч, 1-й секретар Мелітопольського районного комітету КПУ. Герой Соціалістичної Праці (26.02.1958). Член ЦК КПУ у вересні 1952 — лютому 1960 року.

## Життєпис
Народився у селянській родині.
Член ВКП(б) з 1931 року.
Перебував на відповідальній партійній роботі.
У 1939 — березні 1941 року — секретар, 2-й секретар Осипенківського (Бердянського) районного комітету КП(б)У Запорізької області. У березні — жовтні 1941 року — 1-й секретар Осипенківського районного комітету КП(б)У Запорізької області.
З 1941 року — у Червоній армії. Учасник німецько-радянської війни з липня 1943 року. Служив заступником командира батальйону із політичної роботи 19-ї окремої стрілецької бригади, політичним агітатором 1075-го стрілецького полку 316-ї стрілецької дивізії 11-го стрілецького корпусу 1-ї гвардійської армії Закавказького і Північно-Кавказького фронтів.
Після демобілізації, до листопада 1944 року — 1-й секретар Осипенківського (Бердянського) районного комітету КП(б)У Запорізької області.
У квітні 1945—1959 роках — 1-й секретар Мелітопольського районного комітету КП(б)У Запорізької області.
З 1959 року — директор будинку відпочинку «Колгоспник» в місті Алушті Кримської області. На його честь був названий провулок в Алушті.

## Звання
- капітан

## Нагороди
- Герой Соціалістичної Праці (26.02.1958)
- орден Леніна (26.02.1958)
- орден Червоної Зірки (16.02.1944)
- орден Вітчизняної війни 1-го ст. (1.02.1945)
- ордени
- медаль «За оборону Кавказу» (1945)
- медалі